# Rhadinaea posadasi
Rhadinaea posadasi este o specie de șerpi din genul Rhadinaea, familia Colubridae, descrisă de Slevin 1936. Conform Catalogue of Life specia Rhadinaea posadasi nu are subspecii cunoscute.